# Tramonti di Sotto
Tramonti di Sotto (friülà Tramonç Disot) és un municipi italià, dins de la província de Pordenone. L'any 2007 tenia 456 habitants. Limita amb els municipis de Castelnovo del Friuli, Clauzetto, Frisanco, Meduno, Preone (UD), Socchieve (UD), Tramonti di Sopra, Travesio, Verzegnis (UD) i Vito d'Asio.

## Administració
| Període | Identitat       | Partit         |
| ------- | --------------- | -------------- |
| 2008-   | Arturo Cappello | Centreesquerra |